# Perenna Kei
Perenna Kei (chinesisch 纪凯婷), Kei Hoi Ting in Kantonesisch und Ji Kaiting in Mandarin Pinyin; (* 1990 in Hongkong), ist eine chinesische Unternehmerin und Milliardärin.  Im Jahr 2014 bezeichnete Forbes die damals 24-jährige als jüngste Milliardärin der Welt.

## Biografie
Kei graduierte mit einem Bachelor an der London School of Economics.
Kei besitzt mit der familieneigenen Stiftung und mehreren Unternehmen, die wiederum 85 % Unternehmensanteile der Immobiliengesellschaft Logan Property Holding (chinesisch 龙光地产) besitzen, ein Gesamtvermögen von 1,3 Milliarden US-Dollar (Stand: 2014). CEO bzw. Vorsitzender der Holding, mit Sitz in Shenzhen, ist ihr Vater Ji Haipeng.
Sie hat auch die Staatsbürgerschaft von Saint Kitts und Nevis.